# Kecamatan Pembantu Malaka Barat
Kecamatan Pembantu Malaka Barat är ett distrikt i Indonesien.   Det ligger i provinsen Nusa Tenggara Timur, i den sydöstra delen av landet, 2 000 km öster om huvudstaden Jakarta.